# Los Angeles Clippers 1986-1987
La stagione 1986-87 dei Los Angeles Clippers fu la 17ª nella NBA per la franchigia.
I Los Angeles Clippers arrivarono sesti nella Pacific Division della Western Conference con un record di 12-70, non qualificandosi per i play-off.

## Roster
| N° | Naz.                   | Ruolo | Sportivo          | Anno | Alt. | Peso |
| -- | ---------------------- | ----- | ----------------- | ---- | ---- | ---- |
| 00 | Stati Uniti (bandiera) | C     | Benoit Benjamin   | 1964 | 213  | 113  |
| 1  | Stati Uniti (bandiera) | G     | Darnell Valentine | 1959 | 185  | 83   |
| 2  | Stati Uniti (bandiera) | GA    | Larry Drew        | 1958 | 185  | 77   |
| 4  | Stati Uniti (bandiera) | G     | Lancaster Gordon  | 1962 | 191  | 84   |
| 8  | Stati Uniti (bandiera) | GA    | Marques Johnson   | 1956 | 201  | 99   |
| 12 | Stati Uniti (bandiera) | G     | Dwayne Polee      | 1963 | 196  | 82   |
| 15 | Stati Uniti (bandiera) | G     | Geoff Huston      | 1957 | 188  | 79   |
| 19 | Stati Uniti (bandiera) | A     | Cedric Maxwell    | 1955 | 203  | 93   |
| 20 | Stati Uniti (bandiera) | G     | Quintin Dailey    | 1961 | 191  | 82   |
| 22 | Stati Uniti (bandiera) | A     | Rory White        | 1959 | 203  | 95   |
| 25 | Stati Uniti (bandiera) | AC    | Earl Cureton      | 1957 | 206  | 95   |
| 31 | Stati Uniti (bandiera) | A     | Steffond Johnson  | 1962 | 203  | 109  |
| 40 | Stati Uniti (bandiera) | AC    | Kurt Nimphius     | 1958 | 208  | 99   |
| 41 | Stati Uniti (bandiera) | AC    | Tim Kempton       | 1964 | 208  | 111  |
| 42 | Stati Uniti (bandiera) | GA    | Mike Woodson      | 1958 | 196  | 88   |
| 44 | Stati Uniti (bandiera) | AC    | Michael Cage      | 1962 | 206  | 102  |
| 54 | Stati Uniti (bandiera) | GA    | Kenny Fields      | 1962 | 196  | 100  |

## Staff tecnico
- Allenatore: Don Chaney
- Vice-allenatore: Don Casey
- Preparatore atletico: Mike Shimensky